# Unionville (Tennessee)
Unionville ist eine Siedlung auf gemeindefreiem Gebiet im Bedford County im US-amerikanischen Bundesstaat Tennessee. Zu statistischen Zwecken ist der Ort zu einem Census-designated place (CDP) zusammengefasst worden. Das U.S. Census Bureau hat bei der Volkszählung 2020 eine Einwohnerzahl von 1.394 ermittelt.

## Geografie
Unionville liegt mittleren Süden Tennessees am North Fork Creek, der über den Duck River, den Tennessee River und den Ohio zum Stromgebiet des Mississippi gehört.
Die geografischen Koordinaten von Unionville sind 35°37′18″ nördlicher Breite und 86°35′33″ westlicher Länge. Der Ort erstreckt sich über eine Fläche von 23,39 km².
Nachbarorte von Unionville sind Chapel Hill (10,5 km westlich), Rover (5,8 km nördlich) und Shelbyville (20,4 km südöstlich).
Die nächstgelegenen Großstädte sind Tennessees Hauptstadt Nashville (66,2 km nordnordwestlich), Louisville in Kentucky (344 km nordnordöstlich), Knoxville (297 km östlich), Chattanooga (174 km südöstlich), Atlanta in Georgia (359 km in der gleichen Richtung), Birmingham in Alabama (269 km südlich) und Tennessees größte Stadt Memphis (370 km westlich).

## Verkehr
Der U.S. Highway 41A und die auf gleicher Strecke verlaufende Tennessee State Route 16 führen in Nord-Süd-Richtung durch Unionville. Alle weiteren Straßen sind untergeordnete Landstraßen, teils unbefestigte Fahrwege sowie innerstädtische Verbindungsstraßen.
Mit dem Bomar Field-Shelbyville Municipal Airport befindet sich 17,4 km ostsüdöstlich ein kleiner Flugplatz. Der nächste Großflughafen ist der 65,5 km nördlich gelegene Nashville International Airport.

## Bevölkerung
Nach der Volkszählung im Jahr 2010 lebten in Unionville 1368 Menschen in 487 Haushalten. Die Bevölkerungsdichte betrug 58,5 Einwohner pro Quadratkilometer. In den 487 Haushalten lebten statistisch je 2,81 Personen.
Ethnisch betrachtet setzte sich die Bevölkerung zusammen aus 96,3 Prozent Weißen, 2,7 Prozent Afroamerikanern, 0,1 Prozent amerikanischen Ureinwohnern, 0,1 Prozent Asiaten sowie 0,2 Prozent aus anderen ethnischen Gruppen; 0,6 Prozent stammten von zwei oder mehr Ethnien ab. Unabhängig von der ethnischen Zugehörigkeit waren 2,2 Prozent der Bevölkerung spanischer oder lateinamerikanischer Abstammung.
28,9 Prozent der Bevölkerung waren unter 18 Jahre alt, 60,4 Prozent waren zwischen 18 und 64 und 10,7 Prozent waren 65 Jahre oder älter. 50,7 Prozent der Bevölkerung waren weiblich.
Das mittlere jährliche Einkommen eines Haushalts lag bei 50.370 USD. Das Pro-Kopf-Einkommen betrug 17.274 USD. 7,3 Prozent der Einwohner lebten unterhalb der Armutsgrenze.

## Bekannte Bewohner
- Jim Nance McCord (1879–1968) – 44. Gouverneur von Tennessee (1945–1949) – geboren und aufgewachsen in Unionville